# Quercusia quercus
Quercusia quercus (Linnaeus, 1758) è un lepidottero diurno appartenente alla famiglia Lycaenidae.
Deve il suo nome al fatto che il bruco si nutre di boccioli e foglie di quercia.

## Descrizione
Si caratterizza per una livrea colore viola e nero sul lato superiore e bruno grigiastro su quello inferiore.

Vola generalmente di giorno ed ha un'apertura alare di 2,5 – 3 cm.

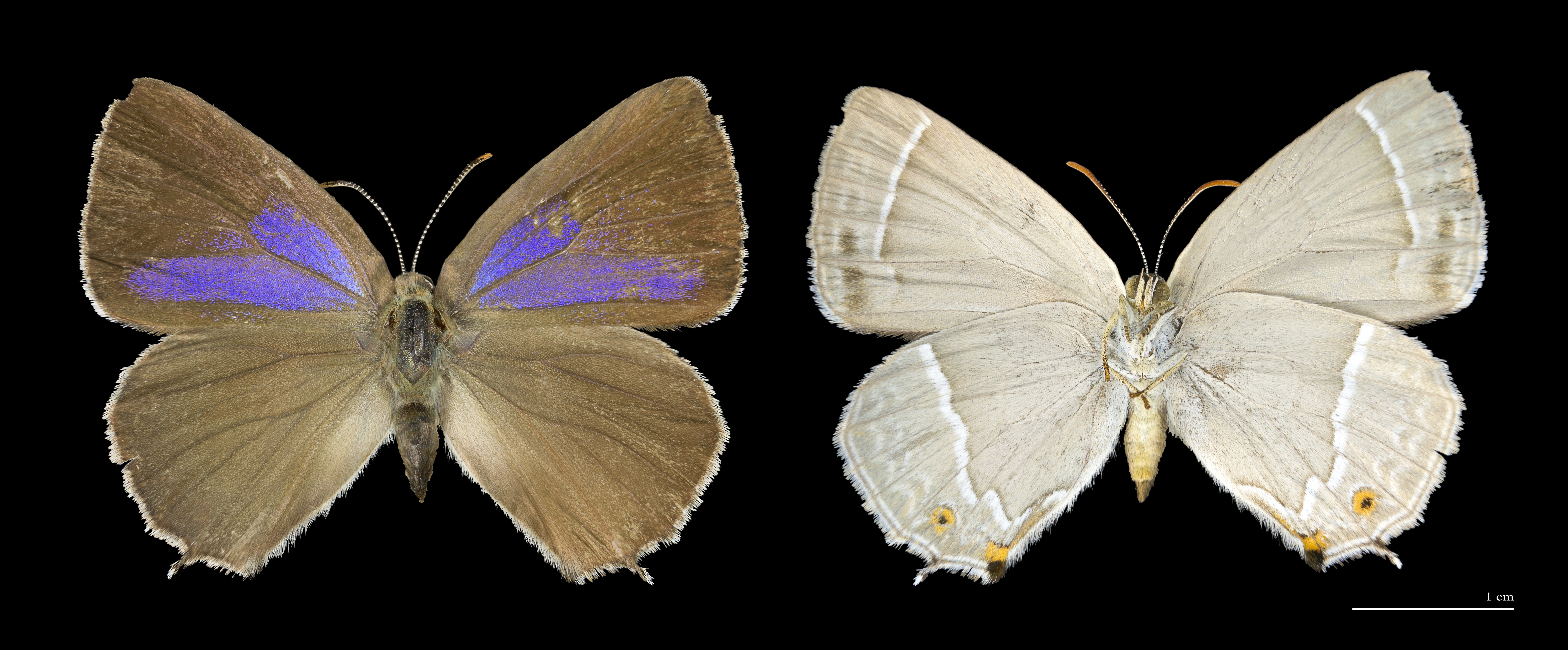
Quercusia quercus

## Distribuzione e habitat
Si riesce a trovare in tutta Europa oltre a Nord Africa e Asia temperata.